# サントリーオープンゴルフトーナメント
サントリーオープンゴルフトーナメントは、1973年から2007年まで行われた日本の男子プロゴルフトーナメントであり、サントリー株式会社と日本テレビ放送網の主催で、毎年9月第2週に開催されていた。
大会開催コースは、1973年の第1回大会は静岡県沼津市の「愛鷹シックスハンドレッドクラブ」、翌1974年から1997年までは千葉県印西市の「習志野カントリークラブ キング・クイーン・コース」を舞台に開かれていた。1998年からは同市内にある「総武カントリークラブ・総武コース」に舞台を移して行われていたが、2007年8月26日、日本ゴルフツアー機構（JGTO）の島田幸作会長（当時）が2007年限りでの大会終了を発表。35回の歴史に幕を閉じた。
2007年実績、賞金総額1億円、優勝賞金2000万円。

## 大会歴代優勝者
- 1973年　杉本英世
- 1974年　尾崎将司
- 1975年　山本善隆
- 1976年　グラハム・マーシュ
- 1977年　草壁政治
- 1978年　金本章生
- 1979年　草壁政治
- 1980年　ビル・ロジャース
- 1981年　ビル・ロジャース (2)
- 1982年　泉川ピート
- 1983年　中嶋常幸
- 1984年　栗原孝
- 1985年　尾崎健夫
- 1986年　グラハム・マーシュ
- 1987年　須貝昇
- 1988年　尾崎健夫
- 1989年　ラリー・ネルソン
- 1990年　中村通
- 1991年　尾崎直道
- 1992年　尾崎直道
- 1993年　板井榮一
- 1994年　デビッド・イシイ
- 1995年　倉本昌弘
- 1996年　飯合肇
- 1997年　藤田寛之
- 1998年　小山内護
- 1999年　ニック・プライス
- 2000年　真板潔
- 2001年　片山晋呉
- 2002年　片山晋呉
- 2003年　ジョティ・ランダワ
- 2004年　加瀬秀樹
- 2005年　今野康晴
- 2006年　Y・E・ヤン
- 2007年　谷原秀人 ※台風の影響により第2日目が中止、54ホールに短縮して実施

## テレビ放送
- 大会第3日と最終日の模様を日本テレビをキーステーションに放送されており、第3日はNNS系列22局ネット、最終日はNNS系列29局とTBS系列の宮崎放送・琉球放送を加えた全国31局ネットで放送されていた。
- アマプロチャリティトーナメントは9月第3月曜（2003年まで9月23日）にNNS系列22局ネットで放送。秋田放送・北日本放送・福井放送・山梨放送・四国放送・高知放送・テレビ大分にはネットされず、通常と同じ番組編成で放送されていた。